# Wildschönauer Ache
Wildschönauer Ache är ett vattendrag i Österrike.   Det ligger i förbundslandet Tyrolen, i den västra delen av landet, 300 km väster om huvudstaden Wien.
I omgivningarna runt Wildschönauer Ache växer i huvudsak barrskog. Runt Wildschönauer Ache är det ganska tätbefolkat, med 96 invånare per kvadratkilometer.